# Lista de municípios de Santa Catarina por população (1920)
Esta é uma lista dos municípios de Santa Catarina (na época Estado de Santa Catharina) por população, segundo o censo de 1920, o quarto realizado no Brasil.
De acordo com o censo, a população do estado era de 668 743 habitantes (2,18% do total do país), a décima quarta maior dentre as Unidades da Federação contemporâneas. Blumenau era o município mais populoso, seguido de Joinville e da capital Florianopolis, enquanto que Campo Alegre tinha a menor população. O estado estava oficialmente dividido em 34 municípios, constituídos de 131 distritos. A lista conserva a grafia e o nome dos municípios da época.

## População dos municípios
| Posição         | Posição         | Município               | População | % do estado | Razão de sexo |
| 1920            | Mudança         | Município               | População | % do estado | Razão de sexo |
| --------------- | --------------- | ----------------------- | --------- | ----------- | ------------- |
| 1º              | (0)             | Blumenau                | 72 213    | 10,80       | 1,0744        |
| 2º              | (3)             | Joinville               | 42 854    | 6,41        | 1,0435        |
| 3º              | (1)             | Florianopolis           | 41 338    | 6,18        | 0,8900        |
| 4º              | (4)             | Araranguá               | 40 108    | 6,00        | 1,0602        |
| 5º              | (1)             | Lages                   | 37 314    | 5,60        | 1,0199        |
| 6º              | (3)             | Tubarão                 | 36 657    | 5,48        | 1,0450        |
| 7º              | (2)             | Itajahy                 | 33 327    | 4,98        | 1,0126        |
| 8º              | (2)             | Palhoça                 | 31 128    | 4,65        | 1,0425        |
| 9º              | (2)             | Laguna                  | 27 573    | 4,12        | 0,9880        |
| 10º             | (0)             | Tijucas                 | 20 908    | 3,13        | 1,0092        |
| 11º             | (0)             | Santa Cruz de Canoinhas | 20 801    | 3,11        | 1,1447        |
| 12º             | (0)             | Biguassú                | 19 162    | 2,87        | 1,0122        |
| 13º             | (2)             | São José                | 18 688    | 2,79        | 0,9659        |
| 14º             | (4)             | Campos Novos            | 16 938    | 2,53        | 1,0901        |
| 15º             | (0)             | Orleans                 | 15 178    | 2,27        | 1,0461        |
| 16º             | (1)             | São Francisco           | 14 386    | 2,15        | 0,9648        |
| 17º             | (1)             | Paraty                  | 13 775    | 2,06        | 1,0404        |
| 18º             | (0)             | Cruzeiro                | 13 335    | 1,99        | 1,1339        |
| 19º             | (6)             | Brusque                 | 13 203    | 1,97        | 0,9836        |
| 20º             | (1)             | Curitybanos             | 12 673    | 1,90        | 1,0786        |
| 21º             | (4)             | São Joaquim             | 12 541    | 1,88        | 1,0465        |
| 22º             | (0)             | Porto União             | 12 068    | 1,80        | 1,1728        |
| 23º             | (9)             | Imaruhy                 | 11 660    | 1,74        | 0,9557        |
| 24º             | (0)             | Chapecó                 | 11 315    | 1,69        | 1,1454        |
| 25º             | (0)             | Urussanga               | 11 158    | 1,67        | 1,0079        |
| 26º             | (0)             | Mafra                   | 10 845    | 1,62        | 1,0977        |
| 27º             | (7)             | Garopaba                | 9 328     | 1,39        | 1,0086        |
| 28º             | (6)             | Camboriú                | 8 289     | 1,24        | 1,0041        |
| 29º             | (8)             | São Bento               | 8 062     | 1,21        | 1,0714        |
| 30º             | (5)             | Jaguaruna               | 7 370     | 1,05        | 1,0484        |
| 31º             | (8)             | Porto Bello             | 6 852     | 1,02        | 1,0018        |
| 32º             | (0)             | Itayopolis              | 6 668     | 1,00        | 1,0036        |
| 33º             | (9)             | Nova Trento             | 6 453     | 0,96        | 1,0034        |
| 34º             | (8)             | Campo Alegre            | 4 575     | 0,68        | 1,0571        |
| Santa Catharina | Santa Catharina | Santa Catharina         | 668 743   | 100         | 1,0325        |

## Composição populacional
Imigrantes em Santa Catarina (censo de 1920)
De acordo com o censo, a razão de sexo catarinense equivalia a 1,0325, acarretando 10 563 homens em excesso em relação às mulheres, Porto União era o município com maior razão, enquanto que a capital tinha a menor. Haviam 31 mil estrangeiros habitando o estado, totalizando 4,7% da população, 7 mil destes se encontravam em Blumenau, 3,6 mil em Joinville e cerca de 2 mil cada para Araranguá, Canoinhas e Urussanga. O contingente alfabetizado do estado era de 29,5%, os únicos municípios com mais da metade da população alfabetizada eram Joinville (54,1%) e Blumenau (51,3%), a capital do estado contava com 41%.

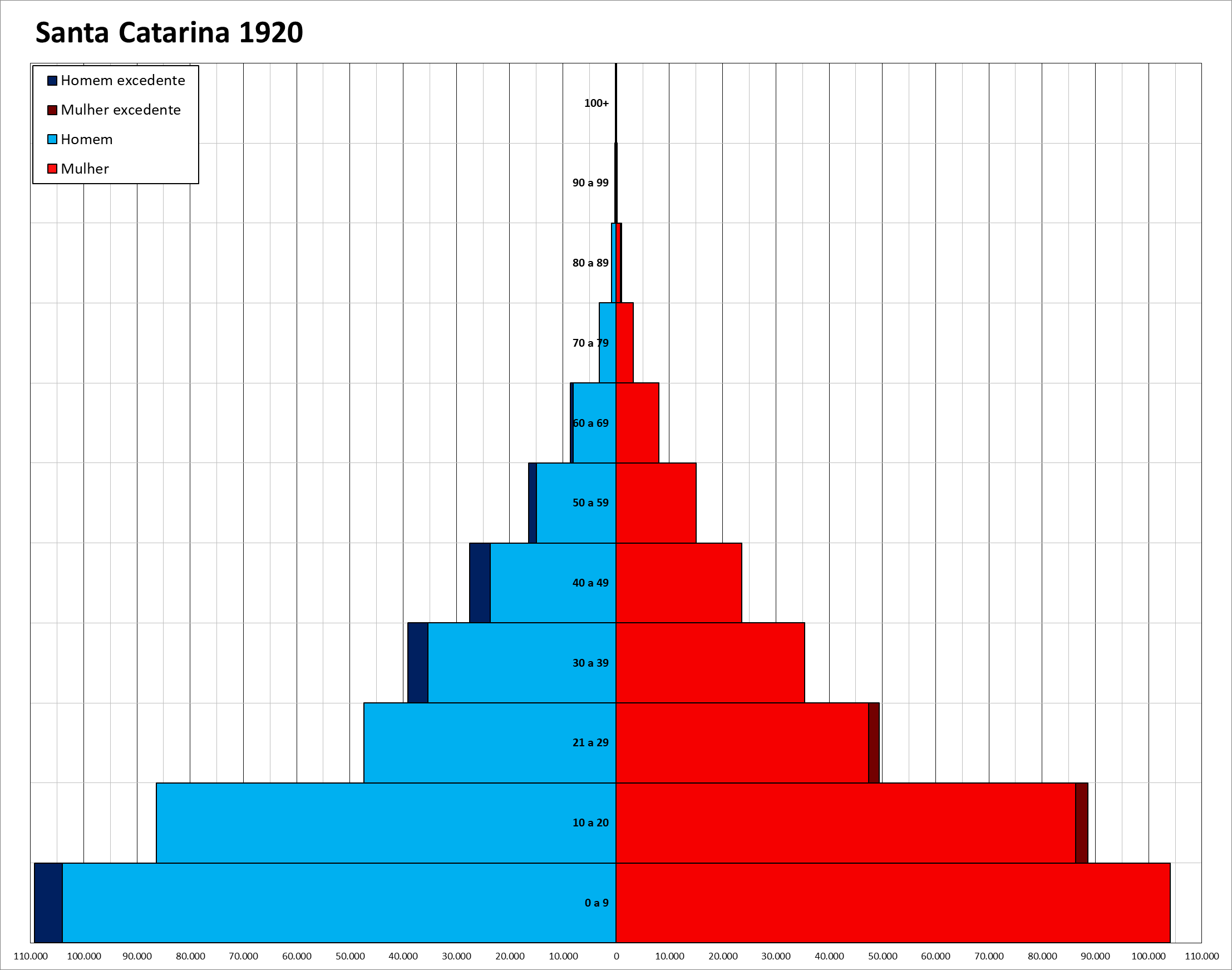
Pirâmide etária catarinense em 1920.

### Composição etária
Em 1920, Santa Catarina se encontrava no primeiro estágio da transição demográfica, caracterizado por alta taxa de natalidade e mortalidade, a mortalidade infantil era de 193,17 para cada mil, sendo a 8ª melhor no país, a idade média catarinense era de 21 anos e 10 meses, abaixo da média nacional de 22 anos e 6 meses.